# Чжан Сен'ю
Чжан Сен'ю (张僧繇, д/н —д/н) — китайський художник та державний службовець часів династії Лян. Вважається одним із засновником китайського живопису. Період творчості припадає на 490—540-і роки.

## Життєпис
Про дату народження немає точних відомостей. Народився у м. Учжоу (сучасне Сучжоу). У свою бутність військовим чиновником він якийсь час займав пост судді в Усін. Діяльність його припадає на часи правління лянського володаря У-ді. Останній був прихильником буддизму. Тому за його бутність зводилося багато буддистських храмів. Чжан Сен'ю значний час приділяв саме розпису цих храмів.

## Творчість
Здебільшого займався створення фресок у релігійних будівлях. Відповідно до однієї з історій, горизонтальна дошка, яка була підвішена на воротах одного з буддійських храмів, виглядає відмінно від інших, оскільки на неї нанесено приписуване Чжан Сен'ю тривимірне зображення. Храм також стали називати тривимірним. Цієї тривимірності Чжан Сен'ю домігся під впливом творів мистецтва, принесених з Індії. Деякі критики називали подібний вид живопису, де увага приділялася лише «областям», а не «лініях», «безкістковою». Інші критики вважали, що головною характерною рисою робіт Чжан Сен'ю була його здатність досягти мінімальною кількістю штрихів максимального ефекту. Чжан Яньюань, що жив за часів правління династії Тан, називав подібну техніку «вільною», на відміну від «стислої» манери письма Гу Кайчжи і Лу Таньвея. З погляду сучасних художників, різниця в кількості штрихів у зображенні — різниця між «вільним» і «стисненим» стилем — вказує на відмінність між «лініями» і «областями» в побудові картини. Серед відомих картин-сувоїв є цикл з 12 зображень планет в алегоричному вигляді. Іншим напрямком творчості Чжан Сен'ю був пейзаж. Проте дотепер не зберіглося жодного сувою з доробку майстра.